# 福岡海上保安部
福岡海上保安部（ふくおかかいじょうほあんぶ、英称：Fukuoka Coast Guard Office）は、福岡県福岡市博多区にある海上保安庁七管の海上保安部である。

## 概要
玄界灘東部を担任する。また、国際港でもある博多港もあるため、中国や韓国をはじめ海外からの密輸や密航も多く発生している他、石油コンビナートもあるためこれらの事案に対処している。
福岡海上保安部
- 所在地：福岡県福岡市博多区沖浜町8番1号 福岡港湾合同庁舎7F
- 管轄区域：福岡県（門司海上保安部、若松海上保安部及び三池海上保安部の管轄区域を除く）
- 担任水域：福岡県沿岸（玄界灘の一部、博多湾）

## 沿革
- 1948年（昭和23年）5月1日 - 福岡海上保安部設置。
- 1949年（昭和24年）6月1日 - 総務課、警備救難課の2課体制となる。
- 1950年（昭和25年）6月1日 - 総務課、警備救難課、海事検査課の3課、船艇4隻体制となる。唐津警備救難署を本部から移管。
- 1951年（昭和26年）3月10日 - 総務課を管理課に改称
- 1951年（昭和26年）12月24日 - 福岡通信所開局
- 1952年（昭和27年）8月1日 - 海事検査課を海運局へ移管
- 1953年（昭和28年）10月1日 - 唐津警備救難署が海上保安部に昇格し独立する
- 1955年（昭和30年）8月10日 - 総務課、警備救難課、灯台課の3課体制となる。
- 1956年（昭和31年）10月1日 - 長崎通信局を開局
- 1962年（昭和37年）1月1日 - 三池海上保安署を三角海上保安部から移管
- 1963年（昭和38年）4月1日 - 三池海上保安署が海上保安部に昇格独立
- 1966年（昭和41年）4月1日 - 福岡港湾合同庁舎新築移転
- 1973年（昭和48年）4月16日 - 沖ノ島、玄界島、筑前大島の各航路標識事務所を灯台課に統合
- 1976年（昭和51年）5月10日 - 福岡通信所を北九州統制通信所に統合
- 2004年（平成16年）4月1日 - 航行援助センター発足。
- 2007年（平成19年）4月1日 - 航行援助センター廃止。交通課発足

## 所属船艇

### 巡視船
- PLH-22 やしま（みずほ型）
- PL-41 あそ（あそ型）
- PM-25 むろみ（とから型）

### 巡視艇
- PC-106 むらくも (かがゆき型)
- CL-09 とびうめ（はやぎく型）
- CL-95 こちかぜ（ひめぎく型）
- CL-122 ふよう（ひめぎく型）